# Jenangan (Sampung)
Jenangan is een bestuurslaag in het regentschap Ponorogo van de provincie Oost-Java, Indonesië. Jenangan telt 2243 inwoners (volkstelling 2010).